# Stephen Foster
Stephen Collins Foster, född 4 juli 1826 i Lawrenceville i Pennsylvania i USA, död 13 januari 1864 i New York, var en framträdande amerikansk kompositör och textförfattare. Framför allt skrev han minstrel- och salongsmusik.

## Verk
Fortser skrev mer än 200 sånger, bland hans mest kända melodier finns Oh! Susanna, Camptown Races, My Old Kentucky Home, Old Black Joe, Beautiful Dreamer ("Drömmar av silver, drömmar av gull") och Old Folks at Home (Swanee River). Flera av dessa
Han skrev även Angelina Baker, Beautiful child of song, Camptown races (Gwine to run all night), Come where my love lies dreaming, Come with thy sweet voice again, Dolly day, Down among the cane brakes, Ellen Bayne, Fairy Belle, Farewell my Lilly dear, Gentle Annie, The glendy burke, Happy hours at home, Hard times, come again no more, The hour for thee and me, Jeanie with the light brown hair, Katy Bell, Laura Lee, Massa's in de cold ground, The merry, merry month of may, My brudder gum, Nell and I, Nellie Bly, Oh! Boys, carry me 'long, Old dog Tray, Old memories, Old uncle Ned, Open thy lattice, love, Our bright summer days are gone, Parthenia to Ingomar, Ring, ring de banjo, Some folks, Summer longings, Sweetly she sleeps, my Alice fair och Under the willow she's sleeping.
Foster skrev även melodin till den sång som på svenska heter Som daggen kommer ur morgonrodnans famn.

## I populärkulturen
Det har gjorts tre Hollywoodfilmer om Fosters liv: Harmony Lane (1935) med Douglass Montgomery, Sången från södern (1939) med Don Ameche och I Dream of Jeanie (1952) med Bill Shirley. Filmen från 1939 var en av Twentieth Century Fox mer ambitiösa, filmad i Technicolor; de andra två var lågbudgetfilmer producerade av B-film studios.
Låtskrivaren och artisten Neil Sedaka skrev en hyllningslåt till Stephen Foster 1975 som heter just "Stephen" och som återfinns på albumen Overnight Success och The Hungry Years från samma år.
Bandet Squirrel Nut Zippers låt "Ghost of Stephen Foster" hänvisar till Stephen Foster eftersom många namn på sånger skrivna av Stephen Foster finns inuti texten.
Journalisten Nellie Bly har fått sin pseudonym från Fosters låt.